# Not So Bad as It Seemed
Not So Bad as It Seemed é um filme mudo norte-americano de 1910, dirigido por Frank Powell. O filme foi produzido e distribuído por Biograph Company.

## Elenco
- Verner Clarges ... Mr. Jones
- Grace Henderson ... Mrs. Jones
- William J. Butler ... Mr. Hall
- Mack Sennett ... Mr. Young